# John Deering
John W. Deering (setembro de 1898 – 31 de outubro de 1938) foi objeto de um experimento para observar o que aconteceria ao coração humano durante a morte por tiro. Deering, um americano que enfrentaria a execução pelo estado de Utah pelo assassinato de Oliver R. Meredith Jr. em maio de 1938, se ofereceu para fazer um eletrocardiograma enquanto era baleado por um pelotão de fuzilamento. O teste indicou que seu coração parou cerca de 15 segundos após ser atingido, embora outras funções corporais, como a respiração, continuassem por um período mais longo.

## Antecedente
Deering, que foi criado em Chicago, Illinois, afirmou que teve uma infância tumultuada. Devido à negligência familiar, ele foi internado em um reformatório dos treze aos dezoito anos. Aspirando a ingressar no exército desde a juventude, Deering ingressou na Marinha Mercante dos Estados Unidos, mas logo se viu encarcerado na Prisão Estadual de San Quentin e na Prisão Estadual de Folsom, ambas na Califórnia após complicações dentro da marinha.
| “                            | Quando eu era criança, todo mundo me dizia que eu iria acabar na forca, então pensei em enganá-los. Além disso, há um velho ditado que gosto: 'Viva pela espada e morra pela espada.' | ” |
| — John Deering, October 1938 | |   |

## Caso de assassinato
Por volta das 21h do dia 9 de maio de 1938 em Salt Lake City, o empresário imobiliário Oliver R. Meredith Jr., de 52 anos, foi encontrado morto a tiros e sangrando em seu carro. Meredith foi levado para os apartamentos Madsen próximos, onde morava com sua esposa, e morreu logo depois.
Uma cápsula de calibre .38 foi encontrada nas proximidades da cena e balas correspondentes recuperadas do corpo de Meredith e também de um roubo de carro em 7 de maio de Maurice L. Howe e sua esposa, Lucie.
O casal de Ogden identificou Deering como o agressor que também lhes roubou US $ 11 naquela noite em Salt Lake City. Os investigadores encontraram uma pistola automática Colt .38 que havia sido vendida por US $ 3 por volta de 12 de maio para uma casa de penhores perto do Palace Casino em Reno, Nevada . A arma de fogo foi rastreada até Deering e foram comparadas às balas das cenas do crime por meio de impressões digitais balísticas .

### Prisão e confissão
Em 29 de julho de 1938, Deering foi preso em Hamtramck, Michigan, sob suspeita de roubar a Hamtramck Finance Company.
Tendo já passado 17 anos atrás das grades, Deering não queria enfrentar outros 15 anos de prisão em Michigan . Esperando ser executado após ouvir sobre a morte de sua mãe, Deering confessou ter sequestrado os Howes e matado Meredith em Salt Lake City. Deering afirmou que fugiu após o tiroteio e leu sobre a morte de Meredith em um jornal no dia seguinte. Sua declaração mencionou a morte de outro homem em um trem de carga e o descarte do corpo em um pântano, embora a vítima permanecesse sem identificação.
Mais tarde, os investigadores determinaram que Deering fora responsável pelo tiroteio envolvendo dois policiais em Salt Lake City e um outro em Portland, Oregon. Deering também foi implicado no assassinato de George L. Olson em Twin Falls, Idaho e no caso de assassinato por tortura de Hazel e Nancy Frome em Van Horn, Texas, mas não foram encontradas evidências que o ligassem a esses casos.
Deering foi acusado do assassinato de Meredith em 1º de agosto e foi extraditado para Utah em 6 de agosto. Pouco antes de ser colocado em um trem de volta a Salt Lake City, Deering declarou: "Não me importo de morrer. Eu vejo a futilidade de tudo isso. "

### Julgamento e encarceramento
Deering se opôs à nomeação de um advogado de defesa durante sua acusação perante o juiz Herbert M. Schiller em 11 de agosto de 1938. Seu julgamento por assassinato começou em 19 de setembro no Terceiro Tribunal Distrital sob o juiz Schiller, enquanto inicialmente representado pelo advogado Edgar C. Jensen.
Deering admitiu seu arrependimento por atirar e matar Meredith para roubar seu automóvel. Ele pediu para ser executado "sem toda a burocracia e burocracia dos tribunais". O julgamento foi marcado por uma explosão de Deering contra o tribunal por entrar com uma declaração de inocência obrigatória em seu nome. Em um ponto, Deering foi contido por algemas depois de protestar violentamente contra a necessidade de chamar a viúva idosa de Meredith como testemunha, apesar de suas confissões.
O juiz Schiller observou a "atitude mais extraordinária" de Deering ao recusar um advogado e buscar seu "direito constitucional" de se declarar culpado para enfrentar a pena de morte . O júri deu um veredicto de culpado em 21 de setembro após apenas uma hora de deliberação; Deering agradeceu e disse: "vocês cumpriram seu dever".
O tribunal posteriormente nomeou o defensor público Clifford L. Ashton para representar Deering, que pediu a execução por pelotão de fuzilamento sobre a outra opção de enforcamento em sua audiência de condenação em 24 de setembro.
Como nenhum pedido de novo julgamento ou comutação da pena foi apresentado, sua data de execução foi alcançada em apenas cerca de três meses de sua prisão. A irmã de Deering, Dorothy DeVaney, escreveu para ele, esperando que ele "lutasse contra o caso", mas sem sucesso, Deering estava deprimido e reagindo bem com a ideia de morrer.
Enquanto aguardava sua sentença de morte, Deering buscou ser um presidiário modelo e se tornou popular entre os guardas da prisão. Ele declarou publicamente: "Construa mais campos de atletismo e ginásios... Dê às crianças mais espaços para brincar para que elas se concentrem em atividades saudáveis. Dê a eles a chance de desenvolver algo que eu nunca tive."

## Execução

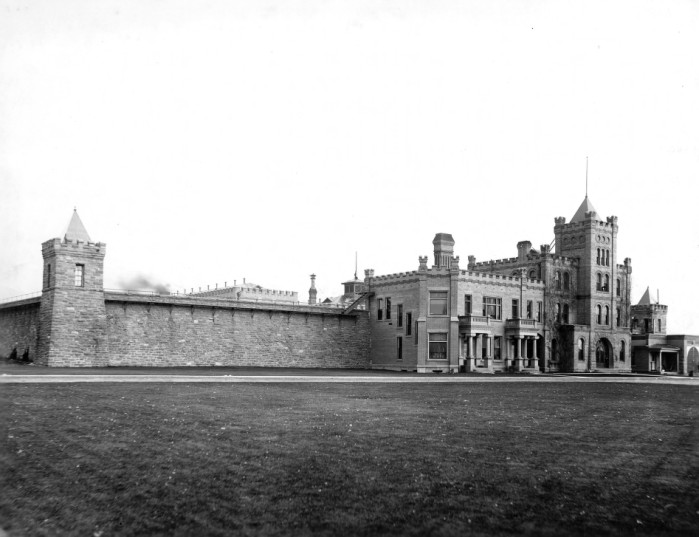
Deering foi executado na prisão Sugar House em 31 de outubro de 1938.

Durante a noite de 30 de outubro de 1938, Deering comeu uma última refeição de faisão, que ele pediu porque nunca tinha provado antes. Ele foi acompanhado por seu jovem advogado, juntamente com o diretor da prisão Owen Nebeker e o capelão Jim B. Moreton.
Durante a refeição, Deering disse: "A partir de agora, terei que ser ator...Ninguém deve saber o que se passa dentro de mim."
Ele concordou em permitir que os médicos monitorassem sua atividade cardíaca ao longo de sua execução, se acredita ser o primeiro experimento a ser conduzido.
Às 6h30 do dia 31 de outubro, Deering foi levado para uma sala na prisão Sugar House no bairro Sugar House de Salt Lake City. 75 testemunhas se reuniram para testemunhar o evento enquanto cobertores foram colocados sobre as janelas para bloquear a visão de centenas de espectadores curiosos que se reuniram do lado de fora.
Um guarda colocou um alvo sobre o coração de Deering e um capuz sobre sua cabeça. O médico da prisão Stephen H. Besley conectou sensores nos pulsos de Deering a um eletrocardiograma, que indicou que sua frequência cardíaca saltou de 72 batimentos por minuto para mais de 180 quando ele foi amarrado a uma cadeira em frente ao pelotão de fuzilamento. Os cinco atiradores, cada um pago $ 50 pelo condado, foram selecionados pelo xerife S. Grant Young. Os nomes dos atiradores foram mantidos em segredo; um deles recebeu um rifle carregado com um cartucho vazio para que não soubessem quem disparou o tiro letal. Depois de agradecer ao diretor por tratá-lo bem, Deering disse suas últimas palavras: "Adeus e boa sorte! Ok, deixe pra lá."
22 segundos depois, Deering foi baleado às 6h46. Seu coração entrou em espasmo por 4 segundos e parou gradualmente após 15,6 segundos. Ele continuou a respirar e lutar em sua cadeira por quase um minuto. Deering foi declarado morto às 6:48h e 30 segundos, 134,4 segundos depois que seu coração parou. Ele tinha 40 anos.
A partir do experimento realizado com Deering foram observados a possibilidade da sobrevida de um ser humano após a parada do seu coração, assim ajudando a ciência e a medicina a explicar entre outros fenômenos a experiência de quase morte.
| “                            | Eu vou lá fora e provo que aqueles caras que disseram que a vida começa aos 40 são mentirosos tolos. | ” |
| — John Deering, October 1938 | |   |

### Rescaldo
Em 1 ° de novembro de 1938, o Dr. Besley discutiu suas observações sobre Deering com a imprensa: "Ele fingiu estar bem. O filme do eletrocardiógrafo mostra que seu comportamento ousado escondeu as emoções reais que pulsavam dentro dele. Ele estava morrendo de medo."
Os olhos de Deering, que ele havia desejado para o transplante de córnea, foram imediatamente removidos, congelados e transportados pela United Airlines para San Francisco . Em 8 de novembro, um cirurgião confirmou que o tecido das córneas de Deering restaurou com sucesso a visão de um homem cego de 27 anos, cujo nome foi omitido a pedido do cirurgião.
Parte do tecido da córnea também foi implantado nos olhos de um menino de quatro anos que era cego desde o nascimento. Deering já havia oferecido o transplante ao advogado cego do condado de Utah, Arnold C. Roylance, que era clinicamente incapaz de aceitar a oferta. O corpo de Deering foi doado ao departamento médico da Universidade de Utah, para que, em suas próprias palavras, ele pudesse finalmente receber uma "educação de alta classe".
Em 28 de dezembro de 1938, o caso de Deering foi destaque em uma transmissão do verdadeiro crime programa de rádio Gang Busters .
Mesmo sendo um criminoso, a morte de Deering causou uma certa comoção por ele ter se arrependido de seu crime porem ter o perverso desejo de morrer, e mesmo após sua morte, ajudou varias pessoas. Com suas córneas, com o estudo de sua morte e com seu corpo para estudo médico.